# Diarios de Franz Kafka
Los diarios de Franz Kafka, escritos entre 1910 y 1923, incluyen observaciones casuales, detalles de la vida cotidiana, reflexiones sobre ideas filosóficas, relatos de sueños e ideas para historias; ofrecen una visión detallada de los pensamientos y sentimientos del escritor. Contienen no sólo notas personales, reflexiones autobiográficas, elementos de la autocomprensión del escritor de su escritura, sino también aforismos (véase, por ejemplo, los Aforismos de Zürau), borradores de cuentos y numerosos fragmentos literarios.
Kafka comenzó a llevar sus diarios a los 25 años, como un intento de incentivar su creatividad estancada, y siguió escribiendo en ellos hasta 1923, un año antes de su muerte.  Estos diarios estuvieron en segundo plano durante la composición de las principales obras de Kafka y muchas de ellas se discuten y analizan allí en detalle.
Los diarios ofrecen la imagen de un hombre frecuentemente deprimido, aislado de sus amigos y familiares, involucrado en una serie de relaciones fallidas y constantemente enfermo. Si bien esto es sin duda parte del carácter de Kafka, es típico que un diario privado, no destinado a ser publicado, exprese más las ansiedades y preocupaciones del escritor. Frances Wilson escribe, sin embargo, al respecto: "Los diarios están hechos de falsos comienzos, pensamientos dispersos, dudas sobre uno mismo, diálogos internos, sueños, garabatos, inserciones, notas marginales, aforismos, borradores de cartas, borradores de historias, autorreflexiones, reconstrucciones, bocetos de personajes y escenas de la vida familiar que... a menudo son muy divertidas".

## Historia y ediciones
En octubre de 1921 Kafka se separó de sus doce cuadernos de diarios, confiándolos a su ya no tan íntima amiga Milena Jesenská.
Después de la muerte de Kafka, el 3 de junio de 1924, en el sanatorio Kierling, cerca de Klosterneuburg, su amigo y confidente, el escritor y filósofo cultural Max Brod, encontró en su escritorio dos trozos de papel con disposiciones testamentarias. Mientras que la primera hoja, escrita a lápiz, excluía las obras ya publicadas La condena, El fogonero, La metamorfosis, En la colonia penitenciaria, Un médico rural, Un artista del hambre y Contemplación, la segunda hoja, escrita a tinta, ordenaba la destrucción de todas las obras, cartas y manuscritos restantes. Max Brod se opuso al último testamento, que habría incluido los diarios que Milena Jesenska le había entregado entretanto. En el epílogo de la primera edición póstuma de El proceso, Brod explicó su decisión. Escribió que ya había informado a Kafka durante su vida que no accedería al deseo de su amigo de destruir sus obras. Si Kafka hubiera querido esto, habría nombrado a otro albacea.
Así, la noche siguiente a la invasión de Hitler, el 14 de marzo de 1939, Brod rescató el legado literario de Checoslovaquia en el tren nocturno a Constanza en el Mar Negro y desde allí en un barco rumano a Israel. Después de la Segunda Guerra Mundial, los herederos de Kafka hicieron que los documentos se guardaran primero en una caja fuerte de un banco suizo y más tarde, con excepción de algunos textos como El proceso, en la biblioteca Bodleiana de Oxford. Mientras tanto, ya se habían publicado varias ediciones individuales de Kafka, todas ellas editadas bajo la dirección de Max Brod. Al principio sólo había publicado breves extractos de los diarios de Kafka: a partir de 1924 en varias revistas y antologías, y luego en 1937 como volumen 6 de la primera edición completa, compilada bajo el título de Escritos completos, que tuvo que publicarse en Praga después de ser prohibida en Alemania.
Consciente o inconscientemente, Max Brod censuró los diarios de Kafka en diversos lugares y por diversos motivos. Omitió todas las observaciones relativas a los libros que Kafka acababa de leer y que el poeta había registrado fragmentariamente y palabra por palabra en sus diarios. Eliminó todos los pasajes que le parecieron demasiado “íntimos” porque se referían claramente a experiencias, fantasías u observaciones sexuales. Borró frases como: «De niño, era (y habría seguido siéndolo durante mucho tiempo si no me hubieran obligado a afrontar cuestiones sexuales) tan inocente y desinteresado en cuestiones sexuales como lo soy hoy, por ejemplo, en la teoría de la relatividad. Solo me llamaron la atención detalles (aunque solo tras una cuidadosa instrucción), como que las mismas mujeres que me parecían las más guapas y las mejor vestidas de la calle se suponía que eran malas». Tan evidente para Max Brod era que las observaciones sobre la potencia sexual del entonces aún vivo pintor Alfred Kubin no figuraban en su edición como la omisión del pasaje que revela que Kafka probablemente nunca estuvo en la cama con su prometida Felice Bauer, sino con otras mujeres. También fueron modificados pasajes homoeróticos: "2 hermosos chicos suecos con piernas largas que están tan formadas y estiradas que solo podrías pasar la lengua sobre ellas." pasó a la versión expurgada "Dos guapos chicos suecos con piernas largas."
Ross Benjamin escribió en el prefacio de su traducción de los diarios al inglés: «La edición de Brod… evitó… la fidelidad lingüística en aras de una impresión más pulida que pudiera resultar menos insólita o incluso discordante en algunos pasajes» [...] «Las intervenciones editoriales de Brod reflejan su compromiso de minimizar la naturaleza fragmentaria de los diarios y borrar la peculiaridad del lenguaje de Kafka en favor de un alto alemán más formal, perfeccionado y supuestamente puro».
Una edición crítica preparada por Hans-Gerd Koch, Michael Müller y Malcolm Pasley imprimió los diarios de Kafka en su totalidad, lo que significó que la cronología establecida por Brod tuvo que ser corregida parcialmente y la estructura del texto (párrafos, subrayados, interlineado) ahora proviene del propio Kafka y ya no del editor. Kafka llevaba un diario en diversos cuadernos y con distintos propósitos, y también registraba aquí observaciones, notas, extractos e incluso historias enteras. Hans-Gerd Koch ha compilado una lista de 83 modificaciones y eliminaciones realizados por Brod. Por primera vez, el proceso de escritura de Kafka se hace visible; incluso los pasajes aparentemente inacabados o sin importancia se registran aquí, se conservan las repeticiones, los extractos y notas de la lectura privada del autor conservan su lugar, como también, por supuesto, los pasajes ofensivos, crudos e íntimos que Brod todavía creía que tenía que eliminar. La importancia que tenía el diario para Kafka queda patente en una anotación del 25 de febrero de 1912: "¡Guarda el diario desde hoy! ¡Escribe con regularidad! ¡No te rindas! Aunque la salvación no llegue, quiero ser digno de ella en todo momento".

### Ediciones en inglés
Publicados inicialmente en 1948 y 1949 por Schocken Books en dos volúmenes traducidos respectivamente por Martin Greenberg y Joseph Kresh, Los diarios de Franz Kafka 1910-1913 y Los diarios de Franz Kafka 1914-1923, fueron reunidos en un solo volumen en 1964.
En 2023, Penguin Classics publicó en inglés The Diaries of Franz Kafka, la primera edición completa de los diarios de Kafka, la traducción fue realizada por Ross Benjamin, más de tres décadas después de que este texto completo apareciera en alemán. Benjamin utilizó una edición crítica alemana del manuscrito publicada en 1990. La única edición anterior en inglés, con las modificaciones de Max Brod, se publicó a finales de la década de 1940.